# Kaitlyn Dias
Kaitlyn Dias (El Dorado Hills, 11 maggio 1999) è un'attrice statunitense.

## Biografia
Kaitlyn Dias è nata a El Dorado Hills, nel nord della California, dove è cresciuta. Ha iniziato a recitare a cinque anni. Dopo aver completato la sua formazione iniziale come attrice, decide poi di trasferirsi a Los Angeles. Inizia a fare recitazione nel 2011 dove prende parte ad un cortometraggio di Karl Ford (Burial) ma ottiene notorietà solo quando nel 2014 viene scelta come doppiatrice di Riley in Inside Out. Nel 2015, Dias ha doppiato Riley anche nel cortometraggio basato sul film Riley's First Date? e nel videogioco Disney Infinity 3.0.
Ha recitato in vari cortometraggi come Scientology: I fondamenti del pensiero, Grifters, A Very Special Episode.

## Filmografia parziale

### Televisione
- American Crime - serie TV, episodio 3x1 (2017)

### Doppiatrice
- Inside Out, regia di Peter Docter (2015)
- Il primo appuntamento di Riley (Riley's First Date?), regia di Josh Cooley (2015)

## Doppiatrici italiane
Nelle versioni italiane dei suoi film, come doppiatrice è stata sostituita da:
- Vittoria Bartolomei in Inside Out, Il primo appuntamento di Riley

## Riconoscimenti
- Young Artist Award
  - Miglior giovane doppiatrice per Inside Out[3]